# Зграда Јована Екштајна
Зграда Јована Екштајна подигнута је тридесетих година 1939. године у главној улици Зрењанина, улици краља Александра I Карађорђевића, у оквиру Старог градског језгра, као Просторно културно-историјске целине од великог значаја.
Творница кожа „Јован Екштајн и син” основана је као кожарска радионица и продавница још 1865. године, а оснивач је био Адолф Екштајн. Димензије фабрике је добила тек 1926. године, када је упошљавала 100 радника и производила све врсте коже за унутрашње и инострано тржиште. Фабрика се налазила у Улици Гундулићевој 8. Породица Екштајн била је једна од најимућнијих јеврејских породица у граду.
У приземљу зграде налазила се кожарска радња и магацин за кожу, а на спрату канцеларије. Зграда је полунапуштена, само је приземље уличног крила у употреби. У веома лошем је стању, дотрајале кровне конструкције и напуклих зидова